# Borgo (stacja metra)
Borgo – stacja metra w Katanii, położona na jedynej linii sieci. Stacja została otwarta 27 czerwca 1999, co związało się jednocześnie z inauguracją całego systemu metra.
Stacja obsługuje górną część osi Via Etnea w dzielnicy o tej samej nazwie. Ze stacji można łatwo dotrzeć do różnych atrakcji, takich jak: Instytut Muzyczny "Vincenzo Bellini", Instytut Niewidomych, Ogród Botaniczny, Piazza Cavour, Via Caronda, Via Monserrato, via Passo Gravina.